# Peace River (circonscription britanno-colombienne)
Pour les articles homonymes, voir Peace River.
Circonscription électorale provinciale du Canada
Peace River est une ancienne circonscription provinciale de la Colombie-Britannique représentée à l'Assemblée législative de la Colombie-Britannique de 1933 à 1956.

## Géographie
La circonscription était située dans la région de la rivière de la Paix au centre-nord est de la province.

## Liste des députés
| Législature                                                         | Années      | Député      | Député                          | Parti               |
| Peace River                                                         | Peace River | Peace River | Peace River                     | Peace River         |
| ------------------------------------------------------------------- | ----------- | ----------- | ------------------------------- | ------------------- |
| 18e                                                                 | 1933–1937   |             | Clive Montgomery Francis Planta | Groupe non-partisan |
| 19e                                                                 | 1937–1938   |             | Glen Everton Braden             | Libéral             |
| 20e                                                                 | 1941–1945   |             | Glen Everton Braden             | Libéral             |
| 21e                                                                 | 1945–1949   |             | Joseph Hardcastle Corsbie       | Social-démocrate    |
| 22e                                                                 | 1949–1952   |             | Glen Everton Braden             | Coalition           |
| 23e                                                                 | 1952–1953   |             | Charles William Parker          | Créditiste          |
| 24e                                                                 | 1953–1956   |             | Charles William Parker          | Créditiste          |
| Circonscription abolie, voir North Peace River et South Peace River |             |             |                                 |                     |